# Kumertau
Kumertau (ryska Кумерта́у, basjkiriska Күмертау) är en stad i Basjkirien i Ryssland. Staden har 61 810 invånare år 2015.